# Muristan

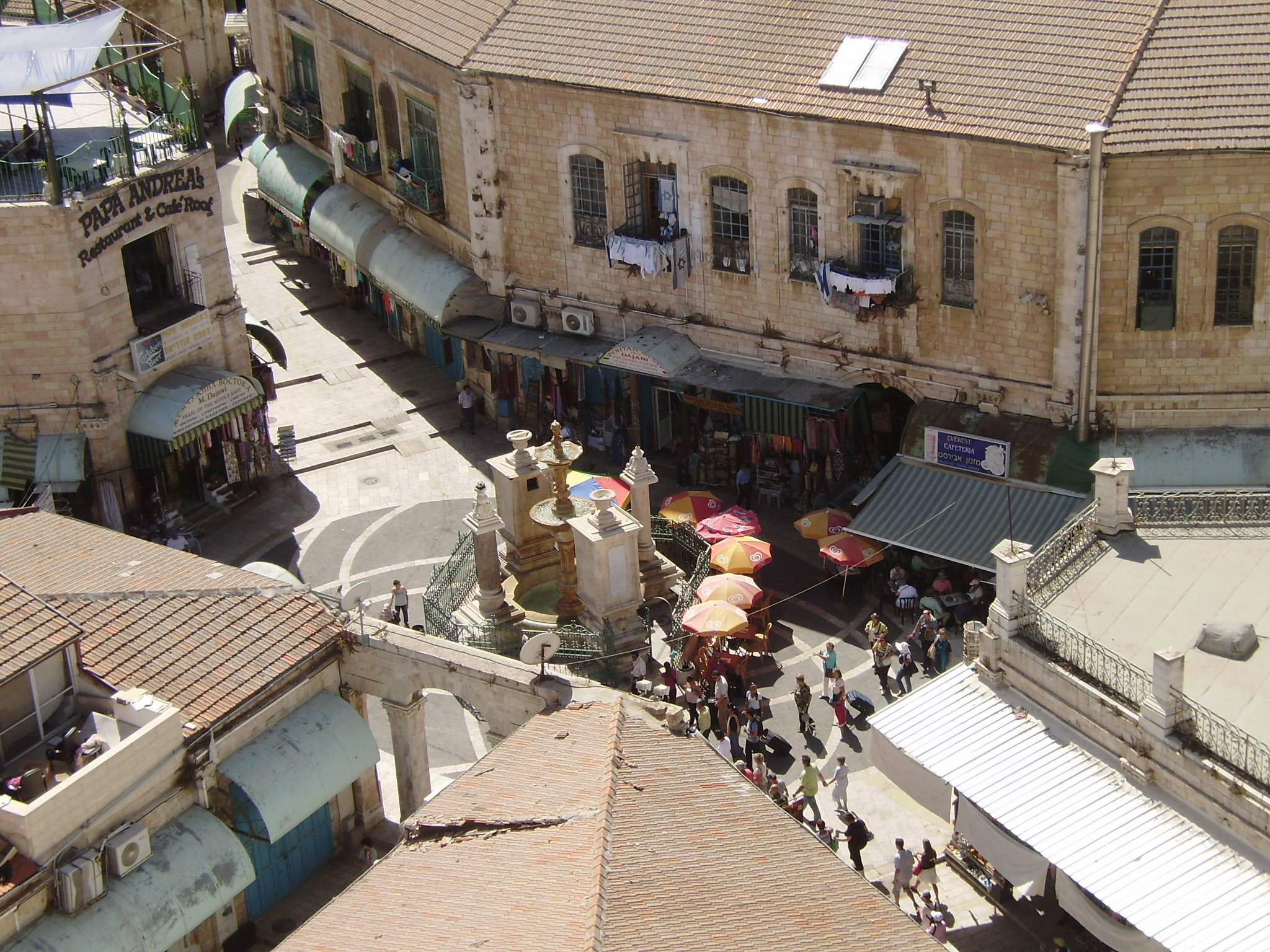
Le souk Aftimos, marché de Muristan.

Le Muristan (parfois Mauristan, dérivé d'un mot persan signifiant « hôpital ») est un ensemble de rues commerçantes du quartier chrétien de la vieille ville de Jérusalem. Il est situé sur les lieux des xenodochia de l'ordre de Saint-Jean de Jérusalem en Terre sainte.
On y trouve l'église du Rédempteur de Jérusalem, construite sur les ruines de Sainte-Marie-Latine.

## Histoire
À cet emplacement, l'église Sainte-Marie-la-Neuve de Jérusalem et un hospice sont construits par l'Empereur Justinien. Vers l'an 600, un abbé nommé Probus, de Ravenne, est mandaté par le pape Grégoire le Grand pour fonder un hospice pour les pèlerins. En 789 et 810, Charlemagne est autorisé par le sultan Hâroun ar-Rachîd à agrandir cet hospice, qui est confié aux oblats de saint Benoît, et ouvert à tous les pèlerins. En 870, les Bénédictins se déplacent vers le Saint-Sépulcre et y érigent un nouvel hospice. En 1009, le sultan Al-Hakim ordonne la destruction du Saint-Sépulcre. Entre-temps, les Amalfitains obtiennent l'autorisation de construire un nouveau xenodochium et une église dédiée à saint Jean l’Aumônier. En 1078, Jérusalem tombe sous la coupe des Turcs seldjoukides. En août 1098, les Turcs sont évincés par le vizir égyptien, Al-Afdal. 

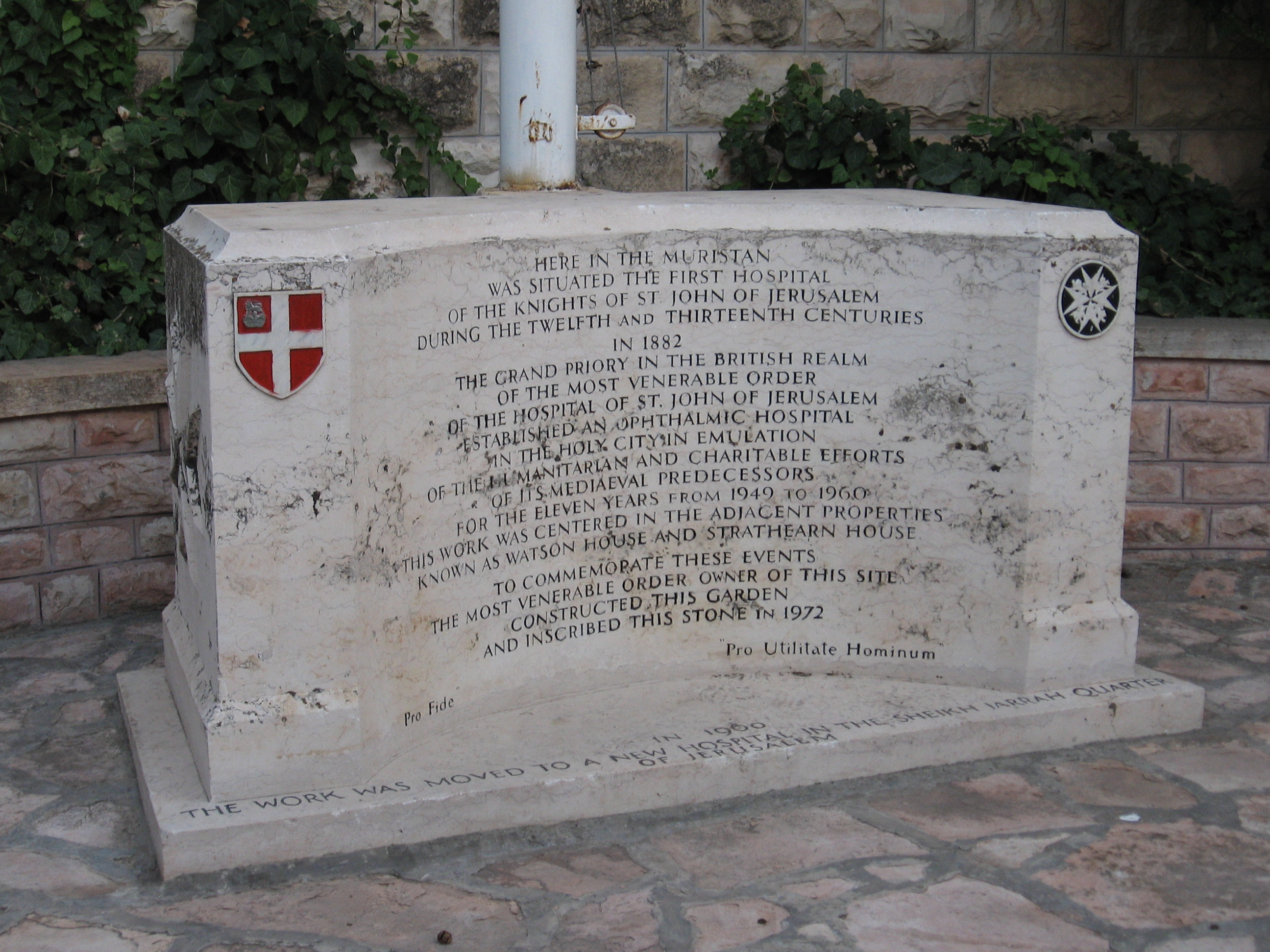
Mémorial dans Muristan street, marquant l'emplacement de l'hôpital de l'ordre de Saint-Jean de Jérusalem

Lors de la prise de Jérusalem en 1099 les croisés découvre un xenodochium au service des femmes, géré par une noble dame romaine, Agnès, et un autre pour les hommes, géré par un moine noir, frère Gérard. Les croisés y érigent ensuite une basilique et un monastère. Les xenodochia étaient des institutions annexées à un monastère ou à la maison de l'évêque, et destinées à offrir asile et assistance aux étrangers en voyage, et particulièrement aux pèlerins, ainsi que le recommandait le canon LXXV du concile de Nicée. Dans l’hôpital se forme l’ordre de Saint-Jean hospitalier.
Après le siège de Jérusalem en octobre 1187, tous les chrétiens sont chassés de la ville par Saladin. Il autorise dix chevaliers de l'ordre de Saint-Jean de Jérusalem à rester le temps de soigner les blessés et qu'ils soient en mesure de voyager. Saladin transforme la mosquée d'Omar et son neveu en 1216 installe un asile dans ce qui était l'église conventuelle, c'est de cette période que tous les anciens bâtiments hospitaliers prennent le nom de Muristan. L'hospital et l'hospice sont regroupés en un Waqf musulman. L'hospital continua à être utilisé pour le soin des malades. Par la suite, pendant le Moyen-Âge, une partie de la structure fut utilisée comme étable. Le site, détruit lors du tremblement de terre de 1457 est abandonné, et ses ruines ensevelies pendant la période ottomane.

## Redécouverte
En 1902, l’archéologue Conrad Schick établit un plan du Muristan, y supposant l'existence d'une vaste citerne.
En 2013, des archéologues israéliens, dirigés par Renée Forestany et Amit Reem, découvrent les vestiges d’un hôpital, une structure faite d'une vaste galerie avec des portes en arc brisé d’une hauteur de 6 mètres, qui aurait abrité jusqu’à 2 000 patients. Comme les hôpitaux modernes, l’édifice était divisé en plusieurs ailes et secteurs selon la nature et l’état des malades. Les membres de l'ordre de Saint-Jean de Jérusalem prenaient soin d’hommes et de femmes malades de différentes religions, et ils recevaient les orphelins.
La structure découverte ne serait qu’une petite partie de ce qui était un grand hôpital qui couvrait une superficie d’un hectare et demi. Elle ressemble beaucoup à la structure découverte sous la citadelle d’Saint-Jean-d'Acre et bâtie par les Hospitaliers de l’ordre de Saint-Jean de Jérusalem.